# Museu da Franco-Maçonaria
O Musée de la Franc-Maçonnerie (Museu da Franco-Maçonaria em Português) é um museu da Maçonaria localizado no 9º Distrito, no número 16, na Rua Cadet, Paris, França. É aberto diariamente, excepto aos domingos, e uma taxa de admissão é cobrado.
O museu foi criado em 1889 pelo Grande Oriente de França, como um gabinete de curiosidades no Hotel Cadet.

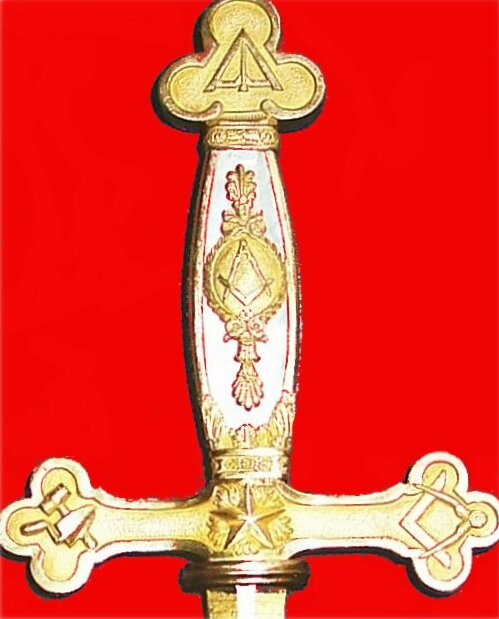
A Espada Maçonica de Lafayette, um dos símbolos da Maçonaria.

Foi saqueado na Ocupação Alemã na França durante a Segunda Guerra Mundial mas reabriu em 1973, e em 2000, tornou-se num museu oficial da França. Nesse mesmo ano, muitos de seus documentos históricos foram devolvidos a partir de Moscovo, onde haviam sido guardados pelo KGB, após a derrota da Alemanha na Segunda Guerra Mundial.
Actualmente, o museu apresenta a história da Maçonaria francesa através de seus símbolos, notas, documentos e objetos. Ele contém cerca de 10.000 itens exibidos no espaço de exposição permanente (800 m²), cerca de 23.000 volumes em seus arquivos (400 m²), e mais 400 m² dedicados a exposições temporárias. Entre os itens historicamente importantes em sua colecção, são eles o  avental maçônico de Voltaire (1778), a espada maçônica de Lafayette, uma primeira edição de James Anderson, das Constituições dos Franco-Maçons (1723), gravuras satíricas de William Hogarth (1697-1764), uma estatueta de porcelana de Meißen (1740), entre muitos outros.